# 甘露味論
《阿毘曇甘露味論》，作者瞿沙，屬說一切有部西方師。主要根據《發智論》所做，《阿毘曇心論》以它為寫作藍本。共兩卷，譯者不詳。